# Hypolytrum mauritianum
Hypolytrum mauritianum är en halvgräsart som beskrevs av Christian Gottfried Daniel Nees von Esenbeck och Carl Sigismund Kunth. Hypolytrum mauritianum ingår i släktet Hypolytrum och familjen halvgräs. Inga underarter finns listade i Catalogue of Life.